# Нахот

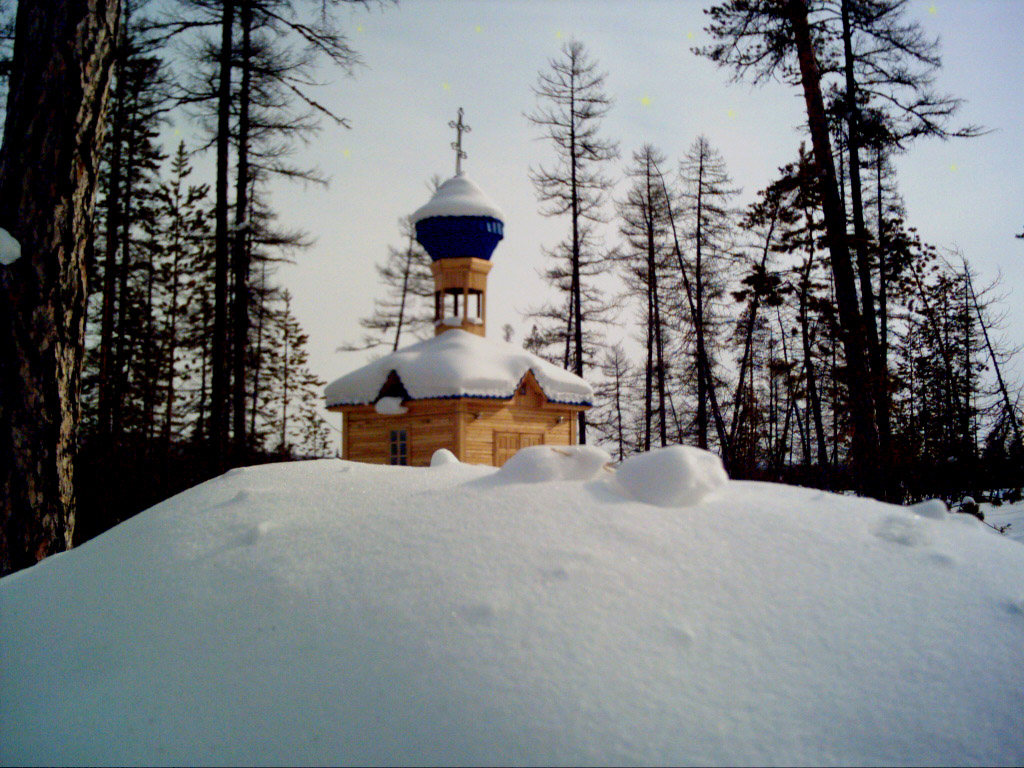

Нахот — загальна назва мінеральних джерел в Південній Якутії.

## Місцезнаходження
Малий (Аччигий) і Великий (Улахан) Нахот — праві притоки річки Горбиллах, Нерюнгрінський район, Південна Якутія. Маланохотське родовище мінеральних вод славиться свердловиною по розливу мінеральних вод «Нахот», а також геотермальним джерелом свердловини 7Гн. Недалеко знаходиться селище Чульман (23 км ґрунтовою дорогою).
В кінці 80-х років біля джерела планувалось будівництво санаторію всесоюзного значення, але встигли прокласти тільки дорогу. З розпадом СРСР ідею забули. В середині 90-х поряд із геотермальним джерелом була збудована база відпочинку «Нахот». Головною родзинкою відпочинку на базі є два басейни з геотермальною водою із артезіанської свердловини ГН-7 Мало-Нахотського родовища. Багато позитивних емоцій приносить перебування в басейні просто неба, особливо в 40-градусний мороз.